# My Girlfriend is the President
My Girlfriend is the President (яп. 幼なじみは大統領 Осананадзими ва Даито:рё:) — интерактивная визуальная новелла компании ALcot. За основу одной из главных героинь взят Владимир Путин.

## Сюжет
Живущий в мирной Японии (яп. 新本 Ниппон) (в названии страны изменён первый иероглиф) обычной жизнью Дзюнъитиро Хондо, проснувшись однажды утром, обнаружил, что дом живущей по соседству подруги детства, Юкино Охамы, выглядит как Белый дом. Более того, сама Юкино называет себя президентом Японии.
На самом деле прибывший для налаживания дружеских отношений с Землей инопланетный корабль по причине загадочной аварии упал на резиденцию премьер-министра и уничтожил всю правительственную верхушку Японии. Обладающие высокоразвитой технологией пришельцы на время необходимое им, чтобы воскресить погибших, сделали яркую Юкино правителем Японии. Дабы простые люди не задавали вопросов о произошедшем, пришельцы промыли им мозги. Однако они допустили ошибку, и в результате Япония из парламентской республики превратилась в президентскую.
Как бы там ни было, не попавший под действие промывки мозгов и поэтому помнящий о прежнем мире Дзюнъитиро принял на себя роль вице-президента. До тех пор пока мир не вернётся в норму, он должен жить новой, необычной жизнью.

## Восприятие критикой
Согласно рецензии japanator.com, протагонист истории является типичным озабоченным героем и разрушителем четвертой стены, что выглядит забавно. Голоса героинь хорошо совпадают с их личностями, хотя, озвучивание мужских персонажей вызывает вопросы. Также хорошо подобрана и фоновая музыка. Игроков пришедших сюда ради «отношений» ждут как хорошие новости, так и плохие. Плохая новость — то, зачем они пришли, ждет их только ближе к концу. До этого же придется прочесть большое количество текста и сворачивать с рута выбранной героини будет уже поздно. Также, здесь не будет гаремной концовки. Из приятного же отсутствие цензуры в соответствующих сценах. Также, игре недостает возможности выбора. Большую часть времени игрок будет только читать текст, а возможных рутов в игре всего четыре. Как отмечает статья Sankakucomplex, решение взять за основу одной из героинь Путина является спорным или как минимум смущающим. Впрочем, хотя более вспыльчивые российские политики могли бы отправить за такое отряд спецназа, Путин обладает хорошим чувством юмора, так что, скорее всего, все обойдется.

## Персонажи
Дзюнъитиро Хондо (яп. 本堂 純一郎 Хондо: Дзюнъитиро:) — главный персонаж. Обычный японский школьник, секретарь школьного совета. В странном мире, возникшем после инопланетной промывки мозгов, стал вице-президентом Японии. В настоящее время его недавно поженившиеся и горячо любящие друг друга родители путешествуют по горячим источникам и не вернутся ещё некоторое время. Дзюнъитиро помнит мир таким, каким он был до вмешательства пришельцев. Обладает сильным телом и отличной памятью. Не страдая нехваткой сексуального желания, в общении с девушками он допускает фразы, которые можно истолковать как сексуальное домогательство. Однако призывает до последнего вести себя как подобает джентльмену. Источник имени — Дзюнъитиро Коидзуми.
Юкино Охама (яп. 桜濱 雪乃 О:хама Юкино) — подруга детства Дзюнъитиро, живущая в доме по соседству. Фирменная фраза — «Всё в порядке. Вместе мы справимся!» (яп. 大丈夫。わたし達ならできるよ Дайдзё:бу. Ватаси-тати нара дэкиру ё). Одноклассница Дзюнъитиро, которого зовет «Дзюн-кун», и глава школьного совета. Абсолютно не умеет готовить и любит совать свой нос в дела своего друга. Оба родителя Юкино — члены организации «Врачи без границ». В связи с этим они работают за рубежом, и сейчас Юкино живёт одна. После того как крушение инопланетного корабля уничтожило всю правительственную верхушку Японии, пришельцы сделали Юкино президентом Японии. Она простодушна и всегда полна энергии. Поклонница аниме и манги. Бывает, что в своих выступлениях начинает запинаться, но это лишь добавляет ей народной любви, и она пользуется большой поддержкой в обществе. Имеет свой фан-клуб среди чиновников. Источник имени — Барак Обама. Сэйю: Ая Татибана.
Ирина Владимировна Путина (яп. イリーナ・ウラジーミロヴナ・プチナ Ири:на Урадзи:мировуна Путина) — президент огромной страны, «Русиа» (яп. ルシア Русиа) (изменен первый слог в «Россия» (яп. ロシア Росиа)). Фирменная фраза — «Меня лучше не сердить, ясно?..» (яп. あまり私を怒らせない方がいいわよ・・・？ Амари ватаси о окорасэнай хо: га ий ва ё?..) (приписываемая В. В. Путину японцами с давних времён). Как и Юкино, стала президентом в результате инопланетного вмешательства. Подобно Дзюнъитиро, она помнит мир таким, каким он был прежде. Обладает несгибаемой волей, владеет будо и превосходно готовит. Прибыв на переговоры с Японией, она встретилась с Дзюнъитиро, схожим с ней по характеру. После этого она перевелась в его школу и стала одной из одноклассниц. На самом деле ещё накануне переговоров Дзюнъитиро спас Ирину от террористов, и она влюбилась в него с первого взгляда. Ирину крайне злит, что Дзюнъитиро зовет её «Ирина», а Юкино — «Пу-тян». По неясным причинам она притягивает к себе статическое электричество, выводящее из строя всю переносную электронику, такую, как мобильные телефоны. Источник имени — Владимир Путин. Сэйю: Эрэна Каибара.
Эдзукиэру (яп. ヱゼキエル Эдзукиэру) (сокращенно — «Эру» (яп. エル Эру)) — используемый пришельцами Ку Риторуритору (яп. クー・リトルリトル Ку: Риторуритору) космический корабль. Способна превращаться в земную девушку. Спокойна и умна. В президентском Снежном Доме (яп. スノーハウス Суно: Хаусу) работает телохранителем Юкино и Дзюнъитиро. Впервые влюбившись, начала познавать человеческие чувства. Связанные с этим попытки сократить расстояние между ней и Дзюнъитиро сразу бросаются в глаза. Переведясь в школу Дзюнъитиро и Юкино, стала их одноклассницей. При первой встрече с Ириной была напугана её способностью притягивать статическое электричество, но после свыклась с этим. Источник имени — Иезекииль. Сэйю: Миру.
Ран Миёси (яп. 三芳 蘭 Миёси Ран) — ещё одна подруга детства Дзюнъитиро. На год старше Дзюнъитиро и Юкино и учится в той же школе, что и они. В общении со своими друзьями играет роль старшей сестрёнки. Дзюнъитиро, Юкино, Ирину и Эру зовет «Дзюн-тян», «Юкинон», «Пу-тян» и «Эрурин» соответственно. Дзюнъитиро и Юкино в свою очередь зовут её сестрёнка Ран-тян (яп. 蘭姉ちゃん Ран анэ-тян). Покинув родительский дом, она подрабатывает в китайском ресторанчике, одновременно посещая и школу. Отлично готовит, именно она делает обеды для Дзюнъитиро и остальных. В Снежном Доме исполняет роль главы персонала. Первая любовь Дзюнъитиро.